# Daiki Matsumoto
Daiki Matsumoto (松本 大輝 Matsumoto Daiki?, nacido el 29 de mayo de 1991 en Kumamoto) es un futbolista japonés que se desempeña como delantero.

## Trayectoria

### Clubes
| Club             | País    | Año         |
| ---------------- | ------- | ----------- |
| Ventforet Kofu   | Japón   | 2014 - 2015 |
| V-Varen Nagasaki | Japón   | 2016        |
| Tonan Maebashi   | Japón   | 2017        |
| NDM FC           | Camboya | 2018 -      |

## Estadística de carrera

### J. League
| Club             | Año   | J. League | J. League | Copa J. League | Copa J. League | Total | Total |
| Club             | Año   | Part.     | Goles     | Part.          | Goles          | Part. | Goles |
| ---------------- | ----- | --------- | --------- | -------------- | -------------- | ----- | ----- |
| Ventforet Kofu   | 2014  | 3         | 0         | 3              | 0              | 6     | 0     |
| Ventforet Kofu   | 2015  | 11        | 0         | 4              | 1              | 15    | 1     |
| V-Varen Nagasaki | 2016  | 14        | 2         | -              | -              | 14    | 2     |
| Total            | Total | 28        | 2         | 7              | 1              | 35    | 3     |